# Aurel Vernescu
Aurel Vernescu (* 23. Januar 1939 in Bukarest; † 1. Dezember 2008 ebenda) war ein rumänischer Kanute.

## Erfolge
Aurel Vernescu, der für Dinamo Bukarest aktiv war, nahm an vier Olympischen Spielen teil. Bei seinem Olympiadebüt 1960 gehörte er in Rom zum rumänischen Aufgebot der 4-mal-500-Meter-Staffel. Nach einem dritten Platz im Vorlauf, einem Sieg im Hoffnungslauf und einem zweiten Platz in ihrem Halbfinallauf erreichten sie das Finale. Unter den sechs Finalmannschaften kamen sie jedoch nicht über den letzten Rang hinaus und verpassten den dritten Platz um fast sieben Sekunden. Bei den Olympischen Spielen 1964 in Tokio startete er in zwei Wettbewerben. Im Einer-Kajak zog er nach Siegen in seinem Vorlauf und seinem Halbfinallauf in den Endlauf ein, den er nach 4:00,77 Minuten auf dem dritten Platz abschloss. Bei seinem Gewinn der Bronzemedaille waren nur der siegreiche Schwede Rolf Peterson und der Ungar Mihály Hesz um jeweils knapp 3,5 Sekunden schneller gewesen. Im Vierer-Kajak gehörte Vernescu über die 1000-Meter-Distanz neben Mihai Țurcaș, Simion Cuciuc und Atanasie Sciotnic zur rumänischen Mannschaft und qualifizierte sich mit ihnen jeweils als Sieger des ersten Vorlaufs und des ersten Halbfinallaufs für den Endlauf. Im Rennen um die Medaillen überquerten sie schließlich nach 3:15,51 Minuten als drittes Boot die Ziellinie, hinter den siegreichen Kanuten aus der Sowjetunion und der gesamtdeutschen Mannschaft, sodass Vernescu eine weitere Bronzemedaille gewann. Bei der Eröffnungsfeier der Spiele war er erstmals Fahnenträger der rumänischen Delegation.
Vier Jahre darauf startete Vernescu in Mexiko-Stadt mit Atanasie Sciotnic im Zweier-Kajak im Wettbewerb über 1000 Meter. Die beiden schafften dank zweier Siege im Vor- und im Halbfinallauf erneut den Einzug ins Finale, in dem sie jedoch nicht über den sechsten Platz hinaus kamen. Bei den Olympischen Spielen 1972 in München gehörte er wiederum zum rumänischen Aufgebot im Vierer-Kajak. Mit Atanasie Sciotnic, Roman Vartolomeu und Mihai Zafiu zog er auf der 1000-Meter-Strecke nach Siegen im Vor- und im Halbfinallauf ein weiteres Mal ins Finale ein. In diesem überquerten sie nach 3:15,07 Minuten hinter der siegreichen Mannschaft aus der Sowjetunion und vor den Norwegern als Zweite die Ziellinie und erhielten somit die Silbermedaille. Sowohl 1968 als auch 1972 war Vernescu nochmals rumänischer Fahnenträger bei der Eröffnungsfeier.
Bei Weltmeisterschaften gewann Vernescu insgesamt elf Medaillen. 1963 sicherte er sich in Jajce im Einer-Kajak sowohl mit der 4-mal-500-Meter-Staffel als auch im Einzel über 500 Meter jeweils den Titelgewinn. Im Einer-Kajak über 1000 Meter und im Zweier-Kajak mit Mircea Anastasescu über 500 Meter belegte er den zweiten Platz. Die Wettbewerbe in Jajce wurden auch als Europameisterschaften gewertet. 1966 wurde er in Berlin mit Atanasie Sciotnic im Zweier-Kajak über 500 Meter sowie im Vierer-Kajak über 1000 Meter Weltmeister. Außerdem belegte er mit der 4-mal-500-Meter-Staffel im Einer-Kajak den dritten und mit Sciotnic im Zweier-Kajak über 1000 Meter den zweiten Platz. Bei den Weltmeisterschaften 1970 in Kopenhagen gewannen Vernescu und Sciotnic über 500 Meter die Silbermedaille, außerdem wurde Vernescu mit der Staffel Zweiter. Diesen Erfolg mit der Staffel wiederholte Vernescu ein Jahr später in Belgrad.
16 Medaillengewinne gelangen Vernescu außerdem bei Europameisterschaften. 1961 sicherte er sich mit dem Titelgewinn im Einer-Kajak über 500 Meter seine erste EM-Medaille, danach folgten 1963 seine vier Podestplatzierungen in Jajce. 1965 gewann er in Bukarest nochmals im Einer-Kajak über 500 Meter sowie mit der Staffel die Goldmedaille, während er im Zweier-Kajak mit Atanasie Sciotnic über 1000 Meter und auf derselben Distanz auch im Vierer-Kajak jeweils Zweiter wurde. Mit Sciotnic wurde Vernescu 1967 in Duisburg über 1000 Meter Europameister und über 500 Meter Zweiter. Seine beiden Titel im Einer-Kajak über 500 Meter und mit der Staffel verteidigte er derweil. Bei den Europameisterschaften 1969 in Moskau wurden sie Vernescu und Sciotnic auch über 500 Meter erstmals Europameister. Darüber hinaus belegte Vernescu im Einer-Kajak über 500 Meter und mit der Staffel jeweils den zweiten Platz. Auf nationaler Ebene gewann Vernescu insgesamt 42 Landesmeistertitel.
Vernescu beendete 1972 seine aktive Karriere und wurde Kanutrainer, unter anderem von der rumänischen Nationalmannschaft.